# Țițești
Țiţești è un comune della Romania di 4 931 abitanti, ubicato nel distretto di Argeș, nella regione storica della Muntenia.
Il comune è formato dall'unione di 5 villaggi: Bucșenești–Lotași, Cișmea (localmente chiamato anche Șoseaua Mare), Țițești, Valea Mânăstirii, Valea Stânii.